# Eleccions legislatives neerlandeses de 2023
Les Eleccions legislatives neerlandeses de 2023 es van celebrar el 22 de novembre als Països Baixos per triar els membres de la Cambra de Representants. S'esperava que les eleccions se celebressin el 2025, però es van convocar de manera anticipada després que el quart gabinet de Rutte s'enfonsés el 7 de juliol de 2023 a causa dels desacords sobre la política d'immigració entre els partits de la coalició.
En el que es va descriure com "un dels majors trastorns polítics de la política holandesa des de la Segona Guerra Mundial", el populista de dretes Partit per la Llibertat (PVV), liderat per Geert Wilders, va guanyar 37 escons, convertint-se per primera vegada en la principal força política.

## Antecedents
Després de les eleccions legislatives neerlandeses de 2021 el Partit Popular per la Llibertat i la Democràcia (VVD), Crida Demòcrata Cristiana (CDA), Demòcrates 66 (D66) i Unió Cristiana (CU) el 15 de desembre de 2021 van presentar un acord de coalició sota el lideratge de Mark Rutte i els ministres van jurar el 10 de gener de 2022.
El 7 de juliol de 2023, Mark Rutte va anunciar la dimissió del seu govern després que la seva coalició no es va posar d'acord sobre com gestionar l'augment de la migració i es van convocar eleccions per al 22 de novembre.

## Sistema electoral
Els 150 membres de la Cambra de Representants són elegits per representació proporcional de llistes semiobertes. El nombre d'escons per llista es determina mitjançant la Regla D'Hondt. Una llista ha de rebre un nombre de vots igual o superior a la quota Hare (1 escó complet) per poder optar a la distribució d'escons, la qual cosa significa que hi ha un llindar electoral del 0,67%. Els votants tenen l'opció d'emetre un vot preferencial. Els escons guanyats per una llista s'assignen primer als candidats que, en votacions preferencials, han rebut almenys el 25% de la quota Hare (efectivament ¼ d'escó o el 0,17% del total de vots), independentment de la seva posició a la llista electoral. Si diversos candidats d'una llista superen aquest llindar, el seu ordre es determina en funció del nombre de vots rebuts. Els escons restants s'assignen als candidats segons la seva posició a la llista electoral.

## Enquestes
En es darrers mesos abans de les eleccions, el Moviment Agrari Ciutadà (BBB) va establir un fort lideratge a les enquestes després de la seva victòria a les eleccions provincials de 2023, però va començar a disminuir el maig i va declinar encara més quan Pieter Omtzigt va anunciar que disputaria les eleccions amb el seu partit recentment steadyrt Nou Contracte Social (NSC), que de seguida va tenir un bon rendiment a les enquestes a costa de BBB. En les últimes enquestes abans de les eleccions, NSC va declinar perquè no estava clar si Pieter Omtzigt estava disposat a servir com a primer ministre si el seu partit guanyava les eleccions. Els seus votants es van desviar majoritàriament a VVD i PVV. A destacar també l'aliança entre el GroenLinks i el PvdA, que pujarien plegats amb força destacant-se entre les primeres forces.

## Resultats
El partit populista de dretes Partit per la Llibertat (PVV), liderat per Geert Wilders, va guanyar 37 de 150 escons a la Cambra de Representants, convertint-se per primera vegada en el partit més votat del país, mentre els quatre partits del govern de coalició encapçalat per Mark Rutte van patir pèrdues.
|                                   |                                                       |                                 |        |          |     |  |  |
| Partit                            | Partit                                                | Vots                            | %      | Escons   | +/- |  |  |
|                                   | Partit per la Llibertat (PVV)                         | 2.450.878                       | 23.49  | 37 / 150 | 20  |  |  |
|                                   | GroenLinks–PvdA (GL/PvdA)                             | 1.643.073                       | 15.75  | 25 / 150 | 8   |  |  |
|                                   | Partit Popular per la Llibertat i la Democràcia (VVD) | 1.589.519                       | 15.24  | 24 / 150 | 10  |  |  |
|                                   | Nou Contracte Social (NSC)                            | 1.343.287                       | 12.88  | 20 / 150 | Nou |  |  |
|                                   | Demòcrates 66 (D66)                                   | 656.292                         | 6.29   | 9 / 150  | 15  |  |  |
|                                   | Moviment Ciutadans-Pagesos (BBB)                      | 485.551                         | 4.65   | 7 / 150  | 6   |  |  |
|                                   | Crida Demòcrata Cristiana (CDA)                       | 345.822                         | 3.31   | 5 / 150  | 10  |  |  |
|                                   | Partit Socialista (SP)                                | 328.225                         | 3.15   | 5 / 150  | 4   |  |  |
|                                   | DENK                                                  | 246.765                         | 2.37   | 3 / 150  | =   |  |  |
|                                   | Partit pels Animals (PvdD)                            | 235.148                         | 2.25   | 3 / 150  | 3   |  |  |
|                                   | Fòrum per a la Democràcia (FvD)                       | 232.963                         | 2.23   | 3 / 150  | 5   |  |  |
|                                   | Partit Polític Reformat (SGP)                         | 217.270                         | 2.08   | 3 / 150  | =   |  |  |
|                                   | Unió Cristiana (CU)                                   | 212.532                         | 2.04   | 3 / 150  | 2   |  |  |
|                                   | Volt                                                  | 178.802                         | 1.71   | 2 / 150  | 1   |  |  |
|                                   | JA21                                                  | 71.345                          | 0.68   | 1 / 150  | 2   |  |  |
| Partits sense escons              |                                                       |                                 |        |          |     |  |  |
|                                   | Belang van Nederland                                  | 52.913                          | 0.51   | 0 / 150  | Nou |  |  |
|                                   | 50PLUS                                                | 51.043                          | 0.49   | 0 / 150  | 1   |  |  |
|                                   | BIJ1                                                  | 44.253                          | 0.42   | 0 / 150  | 1   |  |  |
| Splinter                          | Splinter                                              | 12.838                          | 0.12   | 0 / 150  | =   |  |  |
| Partit Pirata - Els Verds         | Partit Pirata - Els Verds                             | 9.117                           | 0.09   | 0 / 150  | =   |  |  |
| NL Plan                           | NL Plan                                               | 5.487                           | 0.05   | 0 / 150  | Nou |  |  |
| Junts pels Països Baixos          | Junts pels Països Baixos                              | 5.325                           | 0.05   | 0 / 150  | Nou |  |  |
| LEF - Per a la Nova Generació     | LEF - Per a la Nova Generació                         | 5.122                           | 0.05   | 0 / 150  | Nou |  |  |
| Partit Llibertari                 | Partit Llibertari                                     | 4.152                           | 0.04   | 0 / 150  | =   |  |  |
| Partit pels Esports               | Partit pels Esports                                   | 3.966                           | 0.04   | 0 / 150  | Nou |  |  |
| Partit Polític de la Renda Bàsica | Partit Polític de la Renda Bàsica                     | 1.038                           | 0.01   | 0 / 150  | Nou |  |  |
|                                   |                                                       |                                 |        |          |     |  |  |
| Total de vots                     | Total de vots                                         | 10.432.726                      | 100.00 | 150      | =   |  |  |
| Votants registrats/participació   | Votants registrats/participació                       | Votants registrats/participació | 77.75  |          |     |  |  |
| Font:                             |                                                       |                                 |        |          |     |  |  |

## Conseqüències
Després de mesos de negociacions, Geert Wilders del Partit per la Llibertat (PVV) va acordar amb els líders del Partit Popular per la Llibertat i la Democràcia (VVD), el centrista Nou Contracte Social (NSC) i el Moviment Ciutadans-Pagesos (BBB) renunciar a càrrecs ministerials i acceptar tenir un primer ministre no estigui vinculat a cap dels partits de govern en un govern tecnocràtic. El 2 de juliol de 2024, Dick Schoof va jurar com a primer ministre dels Països Baixos succeint a Mark Rutte amb un govern de coalició de PVV, VVD, NSC i BBB.